# Bairro gay

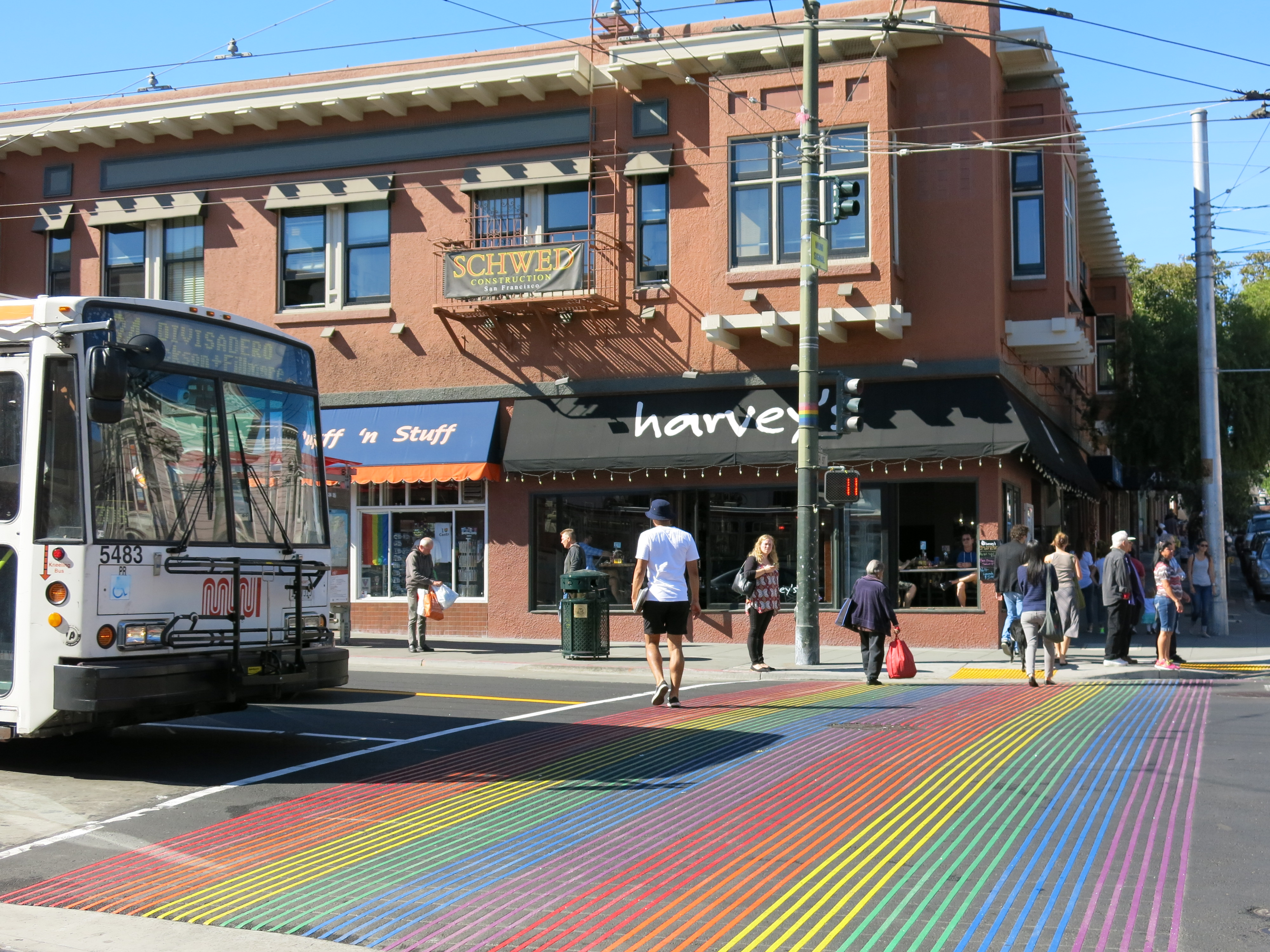
Bandeira gay na faixa de pedestres na Castro Street no bairro de Castro, um dos principais bairros gays do mundo, localizado em San Francisco, Califórnia, EUA.

Bairro gay (também chamado de gueto gay) é uma locação geográfica urbana, geralmente com limites reconhecidos, cuja população é majoritariamente pertencente à comunidade LGBT: lésbicas, gays, bissexuais e transgêneros. Este tipo de bairro frequentemente contém uma série de estabelecimentos orientados a este público, tais como bares gays, discotecas gays, saunas, restaurantes, bibliotecas e outros negócios.

## História
O termo gueto originalmente se referia a esses lugares em cidades europeias, onde os judeus eram obrigados a viver de acordo com a legislação local. Durante o século XX, gueto passou a ser usado para descrever as áreas habitadas por uma variedade de grupos que a sociedade dominante consideravam fora da norma, incluindo não só judeus, mas pessoas pobres, pessoas LGBT, minorias étnicas, prostitutas e boêmios.
O Triângulo rosa

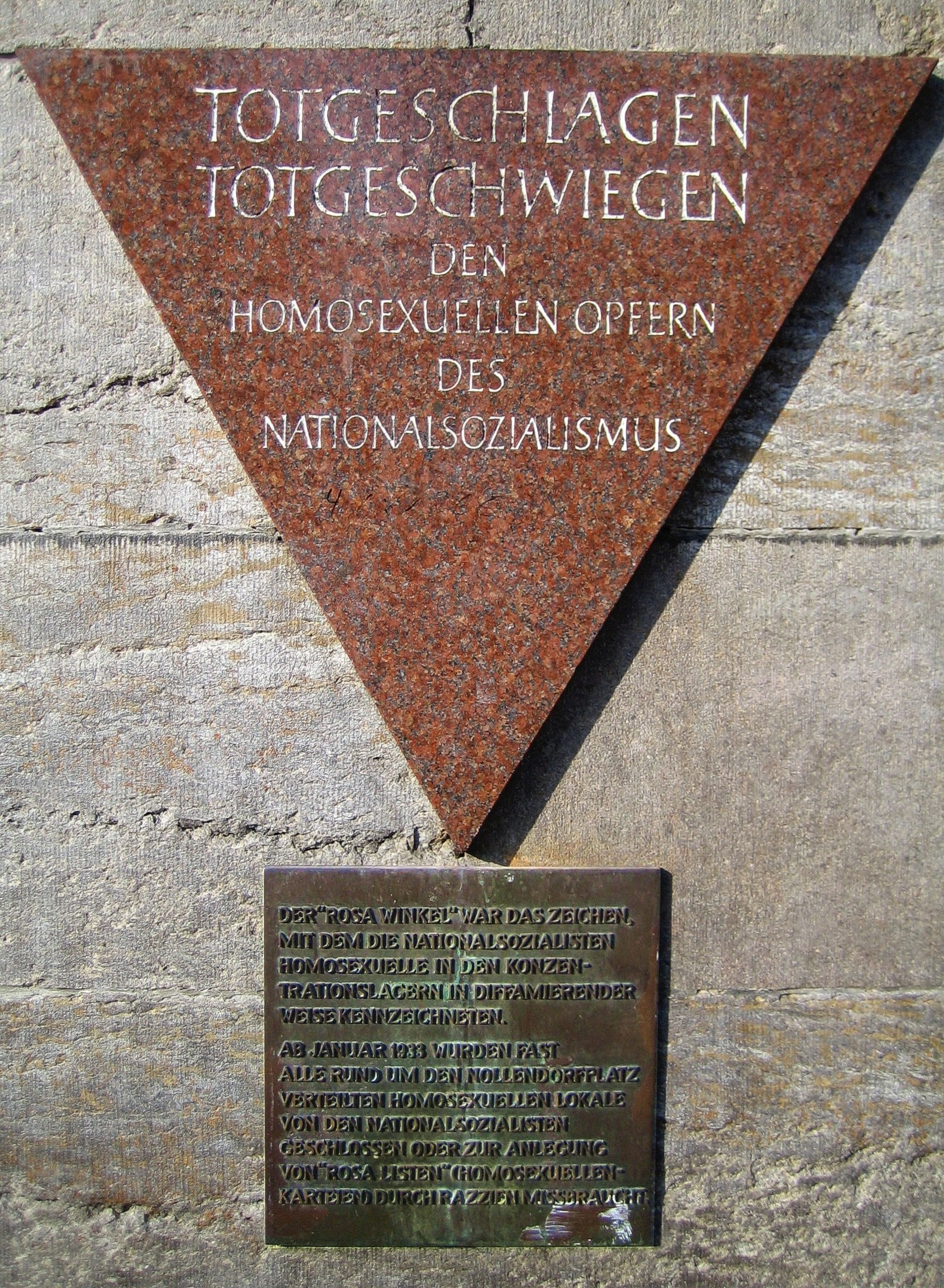
Memorial do Triângulo rosa em Schöneberg, bairro gay de Berlim: esse era um dos símbolos utilizados pelos nazistas para identificar LGBT's.

Durante o regime nazista, o triângulo rosa era costurado nas roupas dos prisioneiros homossexuais nos campos de concentração. Este símbolo servia para desumanizá-los ainda mais, destacando-os para abusos adicionais por parte dos guardas e outros prisioneiros. A perseguição aos homossexuais fazia parte da ideologia nazista, que visava "purificar" a sociedade alemã de elementos considerados "indesejáveis" ou "deviantes". Nos anos 1970 e 1980, o triângulo rosa foi ressignificado e adotado como um símbolo de protesto contra a homofobia e de orgulho pela comunidade LGBTQ+. Ele passou a representar resistência e a luta pelos direitos LGBTQ+, transformando-se de um emblema de vergonha em um símbolo de poder e orgulho.O triângulo rosa, portanto, carrega uma história complexa, simbolizando tanto a opressão sofrida sob o regime nazista quanto a resiliência e a luta contínua pela igualdade e aceitação na sociedade moderna.
Desenvolvimento

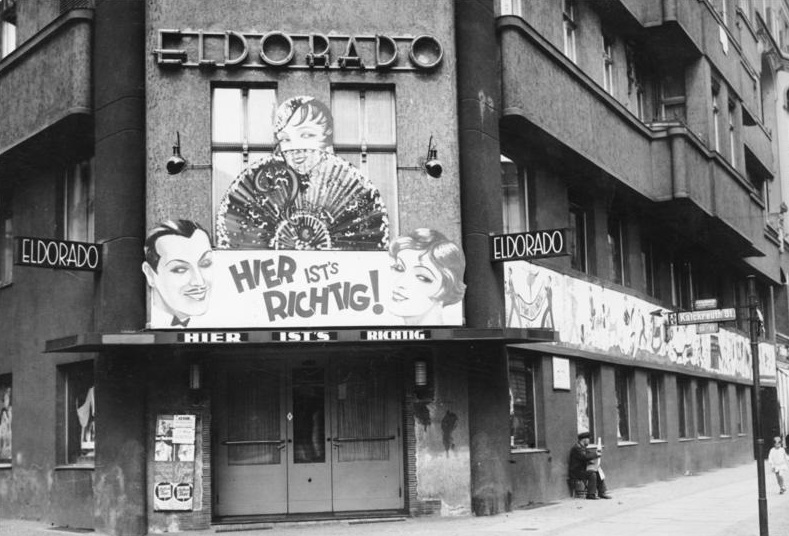
O bar gay "Eldorado" em Berlim (Schöneberg) em 1932.

Os bairros gays surgiram como refúgios seguros para a comunidade LGBTQIA+, especialmente em tempos de perseguição e discriminação. No século XX, com o crescimento dos movimentos pelos direitos civis, essas áreas começaram a se desenvolver em muitas cidades ao redor do mundo. Esses bairros se tornaram centros de cultura, ativismo e celebração da diversidade, oferecendo um espaço onde a comunidade pode se expressar livremente e encontrar apoio. O bairro de Schöneberg, em Berlim, foi o primeiro bairro gay do mundo, desenvolvendo-se na década de 1920. Antes das décadas de 1960 e 1970, comunidades LGBT especializadas não existiam como bairros gays nos Estados Unidos; os bares eram geralmente onde as redes sociais LGBT se desenvolviam e estavam localizados em certas áreas urbanas onde o zoneamento policial permitia implicitamente o chamado "entretenimento desviante" sob vigilância próxima.

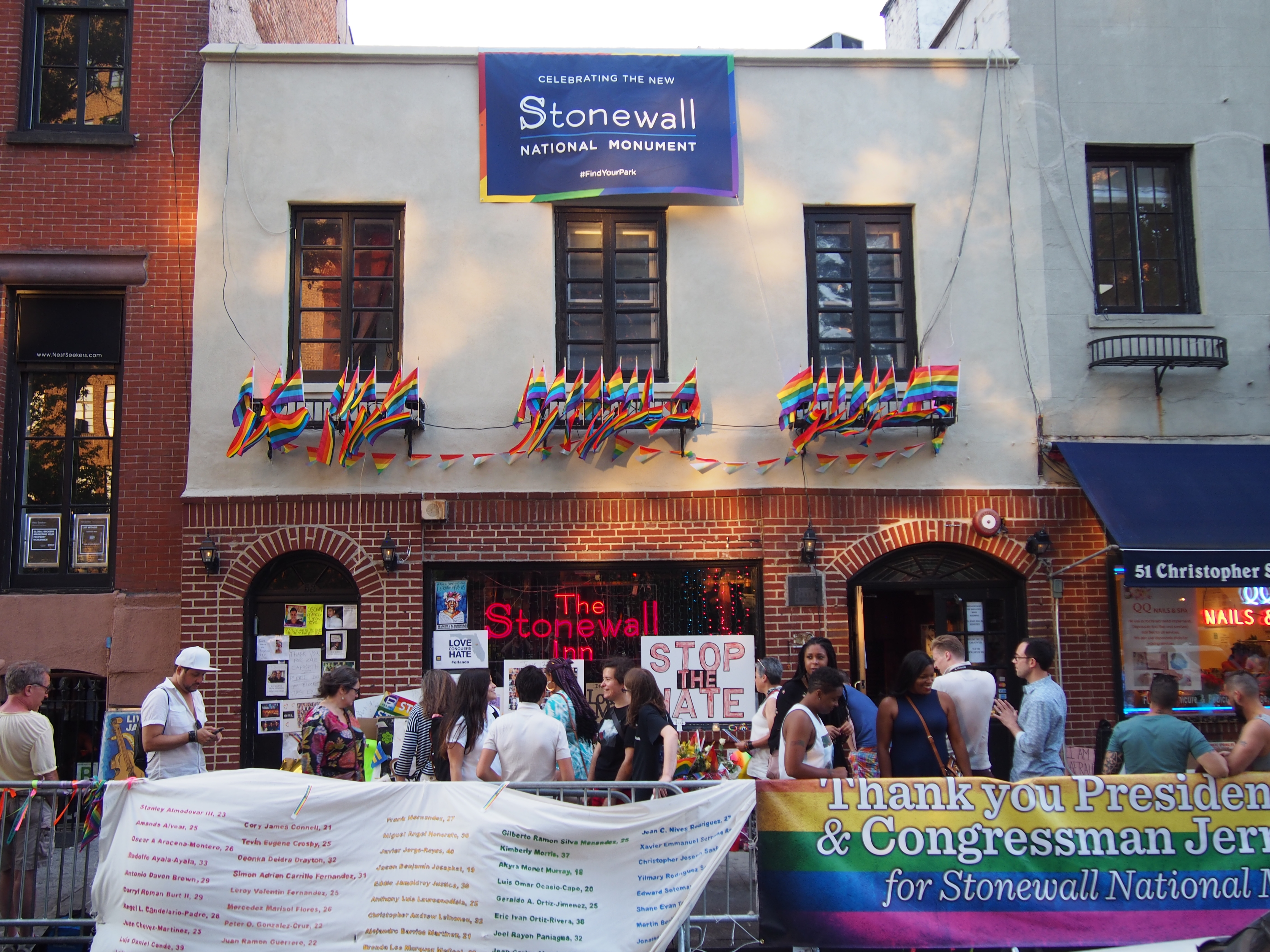
O Stonewall Inn em Greenwich Village, na cidade de Nova York.

Em Nova York, por exemplo, a congregação de homens gays não era ilegal desde 1965; no entanto, nenhum bar abertamente gay havia recebido uma licença para servir álcool. A invasão policial de um clube gay privado chamado Stonewall Inn em 27 de junho de 1969 levou a uma série de pequenos distúrbios no bairro do bar ao longo dos três dias subsequentes, envolvendo mais de 1.000 pessoas. A Rebelião de Stonewall conseguiu mudar não apenas o perfil da comunidade gay, mas também a dinâmica dentro da própria comunidade. Isso, juntamente com vários outros incidentes semelhantes, precipitou o aparecimento de guetos gays por toda a América do Norte, à medida que a organização espacial mudou de bares e encontros de rua para bairros específicos. Essa transição "dos bares para as ruas, da vida noturna para o dia, da 'desviança sexual' para um estilo de vida alternativo" foi o momento crítico no desenvolvimento da comunidade gay.

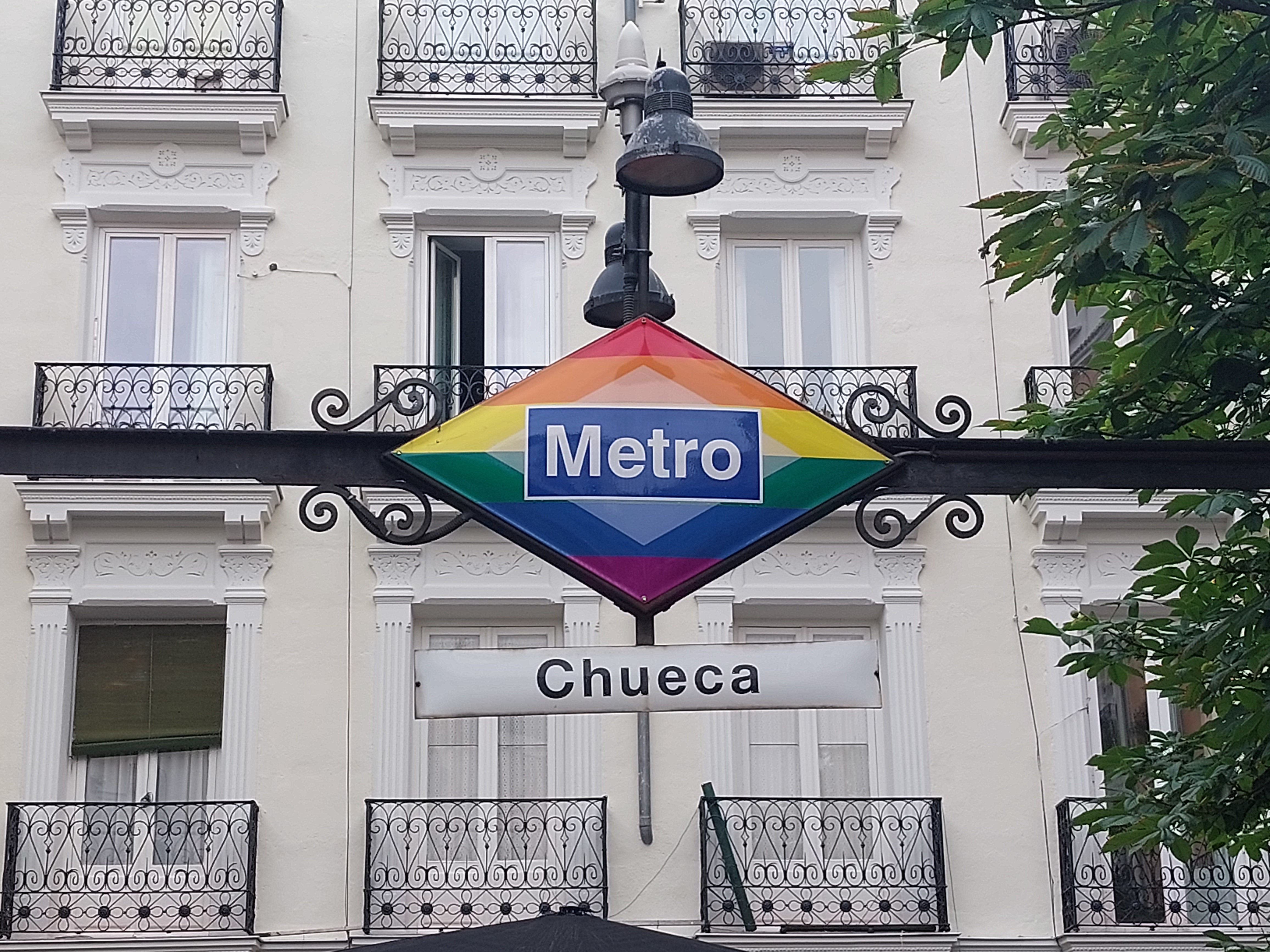
Entrada do metro em Chueca, Madrid.

Comunidades online se desenvolveram globalmente no início dos anos 2000 como um recurso conectando vilas gays em todo o mundo para fornecer informações sobre artes, viagens, negócios, aconselhamento gay e serviços legais, com o objetivo de proporcionar ambientes seguros e amigáveis para membros das comunidades LGBT em geral. Em 24 de junho de 2016, o Monumento Nacional de Stonewall foi nomeado o primeiro Monumento Nacional dos EUA dedicado ao movimento pelos direitos LGBT. Nos primeiros anos da década de 2000, alguns membros da comunidade do Toronto Gay Village criaram uma comunidade online chamada Gay-Villager.com. Este recurso se conecta a moradores gays de todo o mundo, para fornecer informações para as artes, viagens, negócios, aconselhamento gay, serviços jurídicos, etc., que fornece um ambiente seguro e amigável gay para os membros da comunidade gay.

### Pandemia de AIDS na década de 1980

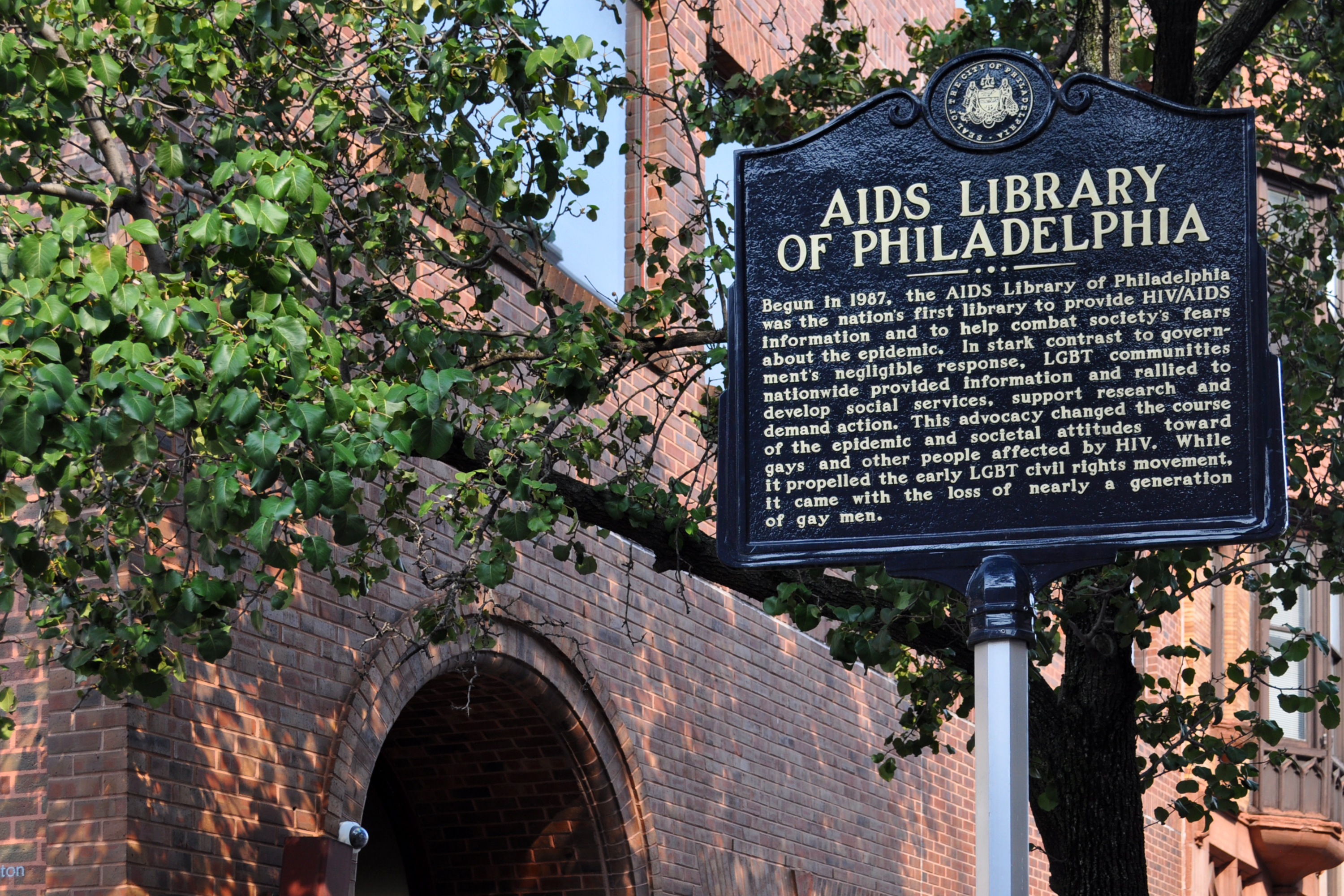
Placa sobre a AIDS Library of Philadelphia, localizada na Gayborhood da "cidade do amor fraterno". Iniciada em 1987, foi a primeira biblioteca do país a fornecer informações sobre HIV/AIDS e a ajudar a combater os medos da sociedade sobre a epidemia.

Nos anos 1980, a pandemia de AIDS teve um impacto profundo nas comunidades LGBTQ+, especialmente em bairros conhecidos por sua concentração de população gay. Esses locais, muitas vezes vistos como espaços de acolhimento e expressão, tornaram-se epicentros da crise de saúde pública que emergiu com a disseminação do HIV. Bairros gays de como San Francisco e Nova York foram particularmente afetados, onde a comunidade gay se organizou para enfrentar a epidemia. A resposta inicial à AIDS foi marcada por medo, estigmatização e desinformação, levando a uma mobilização significativa dentro desses bairros.
Grupos ativistas, como o ACT UP, surgiram para exigir ações governamentais e melhores tratamentos, refletindo a urgência da situação. Além disso, a epidemia expôs as desigualdades sociais e a falta de recursos de saúde adequados para a população LGBTQ+. A transfusão de sangue contaminado e a falta de testes eficazes contribuíram para a propagação do vírus, especialmente em comunidades marginalizadas. A resposta da sociedade e do governo foi lenta, o que gerou um sentimento de abandono entre os afetados. A cultura e a identidade desses bairros também foram moldadas pela epidemia. Eventos como festas e paradas do orgulho, que antes eram celebrações da vida e da diversidade, passaram a ser momentos de luto e resistência. A AIDS não apenas impactou a saúde física, mas também teve um efeito profundo na saúde mental e emocional da comunidade gay.
A Gayborhood da Filadélfia é o local onde ubica-se a AIDS Library of Philadelphia, a primeira biblioteca do dos EUA a fornecer informações sobre HIV/AIDS e a ajudar a combater o preconceito sobre epidemia. Em forte contraste com a resposta insignificante do governo, as comunidades LGBT em todo o país forneceram informações e se mobilizaram para desenvolver serviços sociais, apoiar pesquisas e exigir ações. Essa defesa mudou o curso da epidemia e as atitudes da sociedade em relação aos gays e outras pessoas afetadas pelo HIV. Embora tenha impulsionado o movimento inicial pelos direitos civis LGBT, veio com a perda de quase uma geração de homens gays.

### Características
Os bairros gays podem variar amplamente de cidade para cidade e de país para país. Em Nova York, por exemplo, muitos gays nos anos 1990 se mudaram do bairro de Greenwich Village para Chelsea como uma alternativa mais barata; após esse movimento, os preços das casas em Chelsea aumentaram dramaticamente, rivalizando com o West Village dentro do próprio Greenwich Village. De forma semelhante, a gentrificação está mudando dramaticamente o Gayborhood da Filadélfia. Embora tenha impulsionado o movimento inicial pelos direitos civis LGBT, veio com a perda de quase uma geração de homens gays. Outros exemplos incluem, em Boston, homens gays se mudando para o South End e lésbicas migrando para Jamaica Plain; enquanto em Chicago, gays se mudaram para a área de Andersonville como um desdobramento do bairro Boystown/Lakeview. Algumas vilas gays não são bairros, mas sim municípios inteiramente separados da cidade para a qual servem como o principal enclave gay, como West Hollywood na área de Los Angeles, conhecida por sua vida noturna. É lar da Sunset Strip, do Chateau Marmont, além de abrigar diversos bairros gays, clubes de comédia, discotecas e locais de música ao vivo, como o Whisky a Go Go e The Roxy.

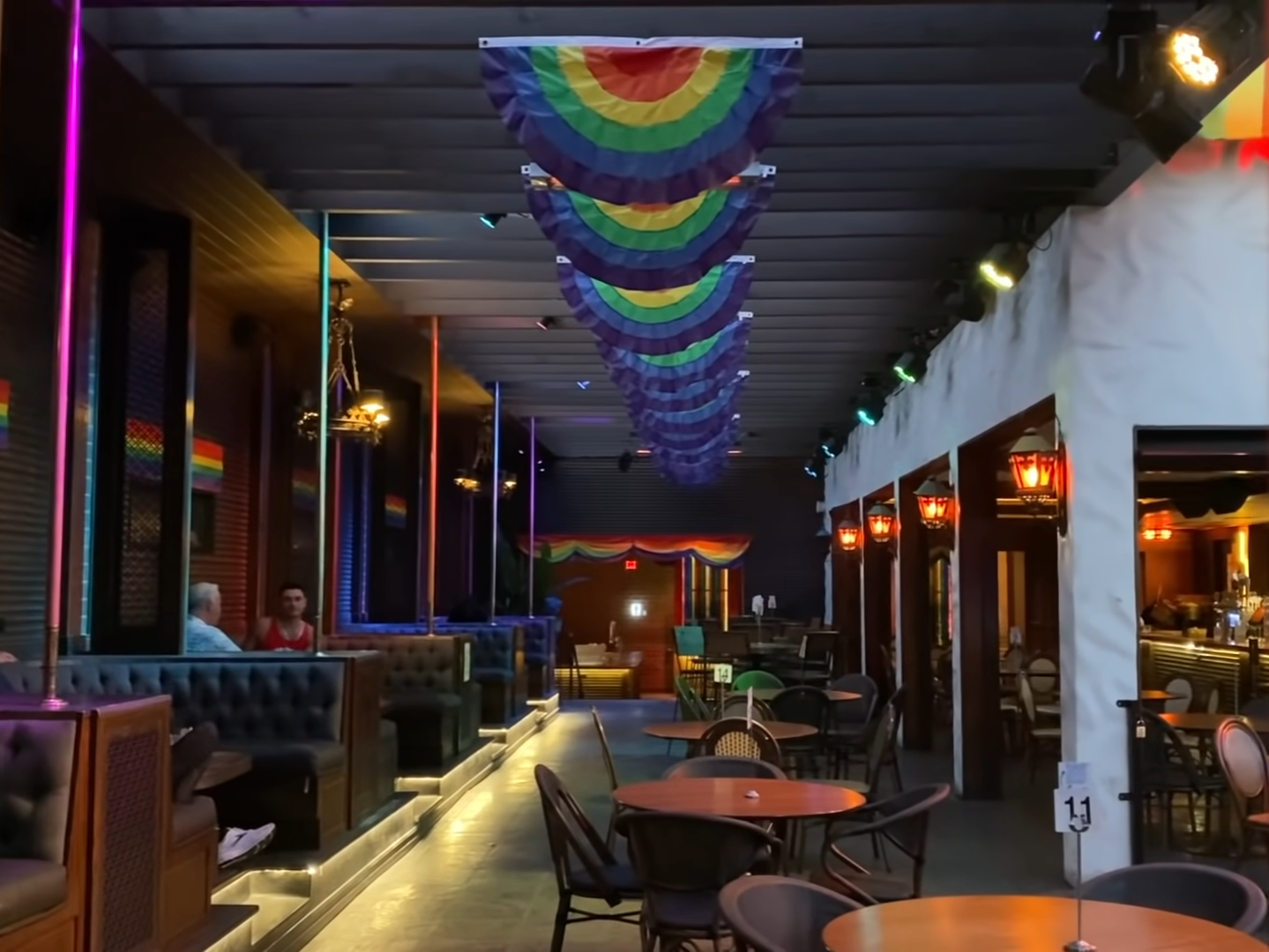
Bar gay em West Hollywood, cidade majoritariamente gay, muito retratada na mídia.

Além de serem centros de cultura e arte, os bairros gays também desempenham um papel importante na educação e na conscientização sobre questões LGBTQIA+. Centros comunitários, bibliotecas e organizações sem fins lucrativos frequentemente oferecem recursos e programas educacionais que abordam temas como saúde sexual, direitos humanos e história LGBTQIA+. Muitos bairros gays abrigam teatros e espaços de performance que oferecem palco para peças e shows que exploram temas LGBTQIA+. Por exemplo, o Teatro Castro em San Francisco é um ícone cultural que tem sido um centro de encontros e apresentações que refletem a diversidade da comunidade. A moda tem uma presença poderosa nesses bairros, com designers frequentemente explorando e desafiando ideias tradicionais de gênero e identidade através de suas criações. Eventos como desfiles e semanas de moda celebram a inovação e a ousadia que são características da comunidade LGBTQIA+.

### Gentrificação

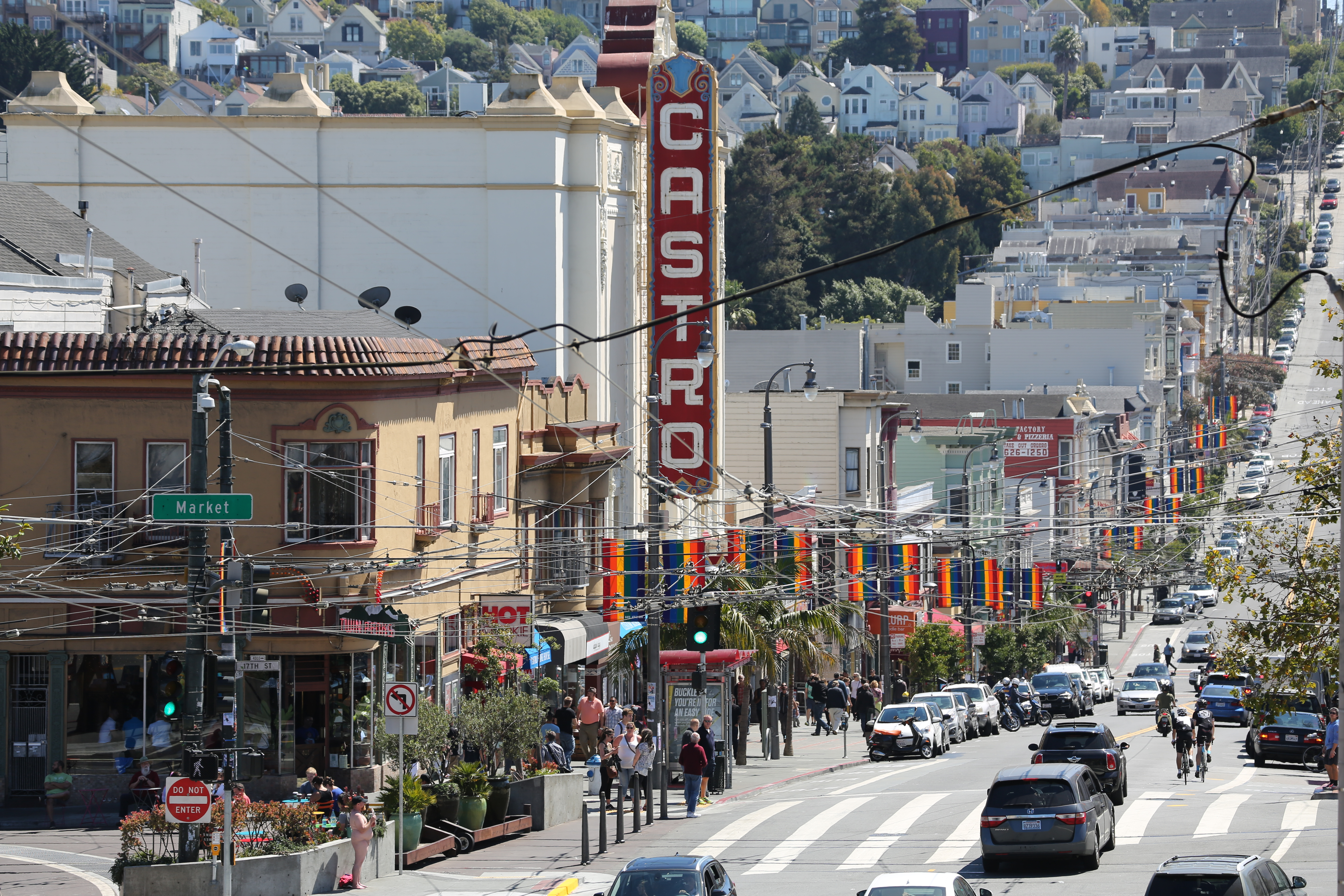
Castro e seu teatro, San Francisco.

A "primeira onda" de residências gays de baixa renda nesses centros urbanos abriu caminho para que outros gays mais afluentes se mudassem para os bairros; esse grupo mais rico desempenhou um papel significativo na gentrificação de muitos bairros do centro da cidade. A presença de homens gays na indústria imobiliária de São Francisco foi um fator importante que facilitou o renascimento urbano da cidade nos anos 1970. No entanto, a gentrificação das vilas gays também pode servir para reforçar estereótipos sobre gays, ao expulsar pessoas gays que não se conformam à imagem predominante de "gays, brancos, afluentes, profissionais". Essas pessoas (incluindo gays de cor, gays de baixa renda/classe trabalhadora e grupos "indesejáveis" como prostitutas gays e homens de couro) geralmente são forçadas a sair da "vila" devido ao aumento dos aluguéis ou ao constante assédio por parte de uma presença policial aumentada. Especialmente no bairro nobre de Polk Gulch em São Francisco (o primeiro "bairro gay" naquela cidade), a gentrificação parece ter tido esse resultado.
O estabelecimento de uma comunidade LGBT transformou algumas dessas áreas em bairros nobre, um processo conhecido como gentrificação – um fenômeno no qual as pessoas LGBT frequentemente desempenham um papel pioneiro. Esse processo nem sempre beneficia essas comunidades, pois frequentemente veem os valores das propriedades subirem tanto que não podem mais arcar com eles, à medida que condomínios de luxo são construídos e bares se mudam, ou os únicos estabelecimentos LGBT que permanecem são aqueles que atendem a uma clientela mais sofisticada. No entanto, as manifestações atuais de "guetos queer" têm pouca semelhança com as dos anos 1970.

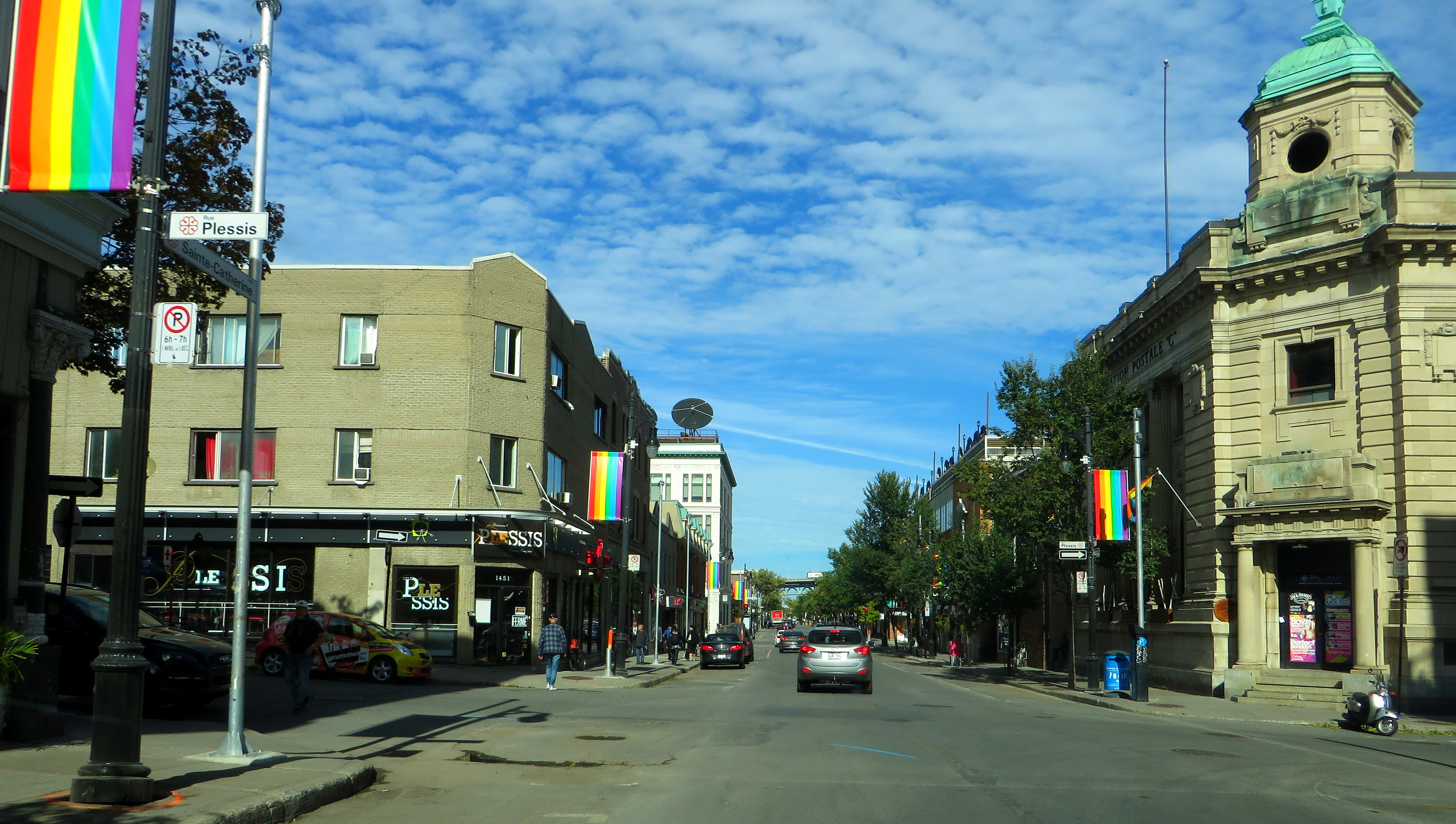
Bairro gay de Montreal, Canadá.

A gentrificação de áreas centrais anteriormente degradadas, juntamente com a realização de desfiles do orgulho nessas áreas, resultou no aumento da visibilidade das comunidades gays. Desfiles como o Mardi Gras Gay e Lésbico de Sydney e os eventos do Pride de Manchester atraem investimentos significativos e geram receita turística, e as cidades reconheceram que a aceitação da cultura lésbica e gay se tornou um sinal de "sofisticação" urbana e que eventos voltados para gays, como desfiles do orgulho e os Jogos Gays, são eventos potencialmente lucrativos, atraindo milhares de turistas gays e seus dólares. O reconhecimento crescente do valor econômico da comunidade gay não está apenas associado à sua riqueza, mas também ao papel que lésbicas e gays desempenharam (e continuam a desempenhar) na revitalização urbana.

## Cultura popular

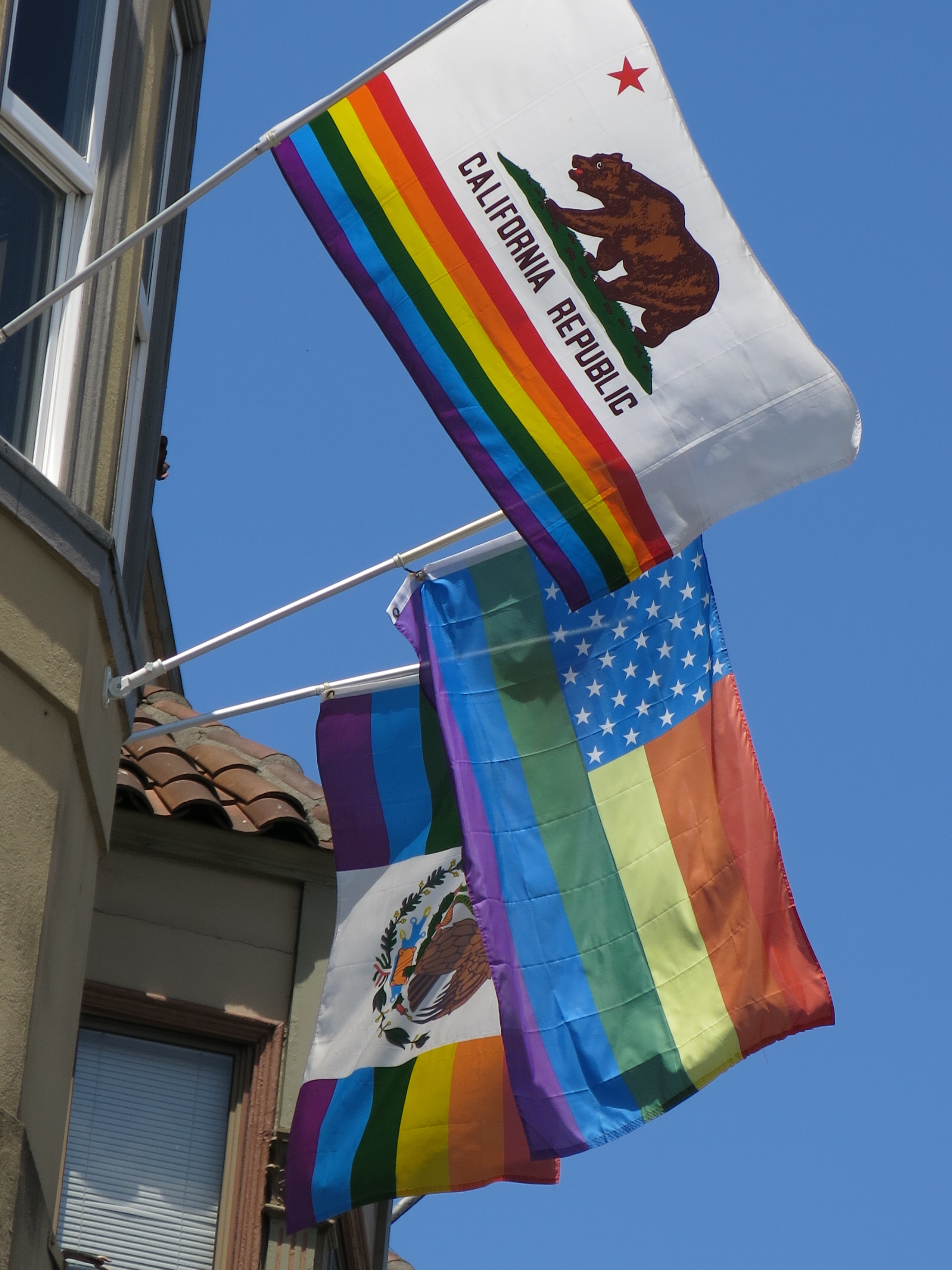
A bandeira arco-íris hasteada no bairro de Castro, San Francisco.

Os bairros gays são frequentemente retratados na cultura popular como símbolos de resistência e celebração. Eles aparecem em filmes, séries e músicas, destacando sua importância como espaços de liberdade e expressão. Na atualidade, esses bairros enfrentam desafios como a gentrificação, mas continuam a ser centros vitais de cultura e ativismo. Filmes como "Milk" destacam a importância desses espaços na luta por direitos civis. Séries como "Queer as Folk" e "Pose" oferecem visões íntimas da vida dentro dessas comunidades. No Brasil, a Rua Frei Caneca em São Paulo, carinhosamente apelidada de "Gay Caneca", é um dos principais pontos de encontro da comunidade LGBTQIA+. A cidade também é famosa por sua Parada do Orgulho LGBT, uma das maiores do mundo, que celebra a diversidade e a inclusão. Os bairros gays representam não apenas um espaço físico, mas também um espaço simbólico de resistência e resiliência. Eles são centros de inovação cultural que refletem a história e a luta contínua da comunidade LGBTQIA+ por igualdade e aceitação.
Os bairros gays sempre foram celeiros de criatividade e expressão artística. Muitos artistas, músicos e escritores encontraram inspiração e comunidade nesses espaços, contribuindo significativamente para as artes em geral. Exposições de arte, espetáculos teatrais e eventos culturais nesses bairros frequentemente exploram temas de identidade, amor, resistência e transformação, oferecendo narrativas alternativas que desafiam as normas sociais predominantes. A música também desempenha um papel central, com muitos bairros gays sendo famosos por suas vibrantes cenas musicais. Gêneros como disco, house e pop têm raízes profundas na cultura LGBTQIA+.

## Principais bairros
| Bairro                         | Localização                   | Imagem | Sobre o bairro: |
| ------------------------------ | ----------------------------- | ------ | --- |
| Chueca                         | Madri, Espanha                |        | É um bairro vibrante e emblemático de Madrid, reconhecido como o centro da comunidade LGBTQ+ da cidade. Desde os anos 80, Chueca se destacou por sua atmosfera acolhedora e inclusiva, atraindo tanto locais quanto turistas. O bairro é famoso por sua vida noturna animada, com uma variedade de bares, clubes e restaurantes que celebram a diversidade. Além disso, Chueca é o Parada LGBT de Madrid, um dos maiores eventos de orgulho LGBTQ+ da Europa, que transforma o bairro em um epicentro de celebração e cultura. Com sua arquitetura charmosa e uma cena cultural rica, Chueca simboliza liberdade e aceitação, refletindo as mudanças sociais da Espanha ao longo das últimas décadas. |
| Shinjuku Ni-chōme (新宿二丁目) | Tóquio, Japão                 |        | É o epicentro da cultura gay da cidade, famoso por ter a maior concentração de bares gays do mundo. Este bairro vibrante e movimentado é conhecido por sua vida noturna animada e por ser um ponto de encontro cultural com cafés e livrarias inclusivos. Ni-chōme atrai tanto a comunidade LGBTQ+ local quanto visitantes internacionais, oferecendo um ambiente diversificado e acolhedor, simbolizando aceitação e diversidade em Tóquio. |
| Castro                         | San Francisco, Estados Unidos |        | O Castro, em San Francisco, é um dos bairros gays mais famosos do mundo, conhecido por sua rica história de ativismo e cultura LGBTQ+. Nos anos 1960 e 1970, tornou-se um símbolo de aceitação, impulsionado por figuras como Harvey Milk. Com uma cena cultural vibrante, o bairro oferece bares, restaurantes e o icônico Teatro Castro. Hoje, o Castro continua a ser um símbolo de orgulho e resistência, atraindo visitantes globais. |
| Greenwich Village              | New York, Estados Unidos      |        | É um bairro icônico por sua importância histórica e cultural para a comunidade LGBTQ+, especialmente após a Rebelião de Stonewall em 1969. Localizado em Lower Manhattan, destaca-se por sua vida noturna vibrante, cena artística rica e por simbolizar diversidade e inclusão. Durante o Mês do Orgulho, o bairro se enche de eventos que atraem visitantes globais, mantendo-se como um espaço de resistência e aceitação. Obs: Em 24 de junho de 2016, o Presidente Obama designou o Monumento Nacional de Stonewall (vídeo). |
| Palermo                        | Buenos Aires, Argentina       |        | É conhecido por ser um dos bairros mais ecléticos e vibrantes da cidade, além de ser um importante polo da cena LGBTQ+. Este bairro é famoso por sua diversidade cultural e por ser um espaço acolhedor para a comunidade LGBTQ+, oferecendo uma variedade de bares, restaurantes e eventos que celebram a diversidade. Palermo é frequentemente descrito como um bairro "gay-friendly". |
| Baixo Augusta                  | São Paulo, Brasil             |        | É um das áreas mais emblemáticas para a comunidade LGBTQIA+ no Brasil. Esta área é conhecida por sua vibrante vida noturna e diversidade cultural, sendo um ponto de encontro para pessoas de todas as orientações sexuais e identidades de gênero. A Rua Augusta, em particular, é famosa por suas inúmeras opções de lazer noturno, com muitos bares e clubes voltados ao público LGBT ou considerados "LGBT friendly". Além disso, a proximidade com a Rua Frei Caneca reforça a região como um núcleo de diversidade e inclusão. É um espaço de resistência e expressão cultural onde ocorre a Parada do Orgulho LGBT de São Paulo. |
| Darlinghurst                   | Sydney, Austrália             |        | É um bairro icônico em Sydney, conhecido mundialmente como o centro da comunidade gay da cidade. Localizado ao longo da famosa Oxford Street, Darlinghurst é o ponto de partida do desfile anual do Sydney Mardi Gras, um dos eventos LGBTQ+ mais celebrados do mundo, e é considerado o berço espiritual do movimento pelos direitos LGBTQ+ na Austrália. O bairro é repleto de bares, clubes e negócios voltados para a comunidade gay, além de ser um centro da crescente cena de pequenos bares de Sydney. Com suas bandeiras arco-íris e uma atmosfera vibrante, Darlinghurst é um símbolo de diversidade e inclusão na cidade. |
| Soho                           | Londres, Grã-Bretanha         |        | É amplamente reconhecido como o epicentro da cultura e comunidade LGBTQ+ da cidade. Desde o final do século 20, Soho tem sido um ponto de encontro vibrante para a comunidade gay, com muitos dos bares e clubes mais populares situados ao redor da Old Compton Street. Este bairro é famoso por sua vida noturna animada, oferecendo uma variedade de bares, clubes e eventos que atraem tanto locais quanto turistas de todo o mundo. O G-A-Y Bar, por exemplo, é um dos bares gays mais conhecidos de Londres, especialmente popular entre o público mais jovem. Além de sua cena noturna, Soho também é um distrito de moda e mídia, com restaurantes sofisticados e lojas de design. |
| Rua Farme de Amoedo, Ipanema   | Rio de Janeiro, Brasil        |        | A Rua Farme de Amoedo é um dos principais pontos de encontro da comunidade LGBTQIA+ na cidade. Símbolo de diversidade e inclusão, sendo reconhecida como uma das ruas mais gay-friendly do mundo. Famosa por sua vida noturna animada, com uma grande concentração de bares e restaurantes que, embora não se identifiquem explicitamente como LGBTQIA+, são amplamente frequentados pela comunidade. Além disso, a praia próxima, entre os postos 8 e 9, é conhecida por ser um dos locais com maior concentração de pessoas LGBTQIA+ no Brasil. |
| Schöneberg                     | Berlim, Alemanha              |        | A área ao redor de Nollendorfplatz tem sido o coração da vida gay em Berlim desde os anos 1920 e início dos anos 1930, durante a República de Weimar. A boate Eldorado na Motzstraße foi fechada pelos nazistas ao chegarem ao poder em dezembro de 1932. A sobrevivente do Holocausto Elsa Conrad co-administrava o bar lésbico Mali und Igel. Dentro do bar, havia um clube chamado Monbijou des Westens. O clube era exclusivo e atendia à elite lésbica e intelectual de Berlim; uma famosa convidada foi a atriz Marlene Dietrich. O pintor e gravurista Otto Dix usou frequentadores deste estabelecimento como temas para algumas de suas obras. Christopher Isherwood morava logo na esquina, na Nollendorfstraße. Este apartamento foi a base para seu livro Goodbye to Berlin (1939) e, posteriormente, para o musical Cabaret (1966) e o filme Cabaret (1972), sendo comemorado por uma placa histórica no edifício. |